# Тилбург
Тилбург (хол. Tilburg) је град Холандије у покрајини Северни Брабант. Према процени из 2008. у граду је живело 201.931 становника.

## Становништво
Према процени, у граду је 2008. живело 193.116 становника.
| 1980.   | 1990.   | 2000.   | 2008.   |
| ------- | ------- | ------- | ------- |
| 169.941 | 175.880 | 193.116 | 201.931 |